# Urbanus Henricus Verbist
Urbanus Henricus Verbist (Westerlo, 23 januari 1778 - Sint-Joost-ten-Node, 14 januari 1852) was burgemeester van Sint-Joost-ten-Node van 1823 tot 1843.
Hij was de laatste burgemeester onder het Verenigd Koninkrijk der Nederlanden en bleef dat onder het Belgische regime. 
Er is een Verbiststraat op de grens van Sint-Joost en Schaarbeek. 